# Нестеров, Владимир Фёдорович (1920—1982)
Владимир Фёдорович Нестеров (1920—1982) — старший сержант Советской Армии, участник Великой Отечественной войны, Герой Советского Союза (1943).

## Биография
Родился 26 марта 1920 года на хуторе Крестьянский (ныне — Кинельский район Самарской области).
После окончания семи классов школы работал в Кинельском железнодорожном депо.
В 1940 году призван на службу в Рабоче-крестьянскую Красную Армию. С июня 1941 года — на фронтах Великой Отечественной войны.
К ноябрю 1943 года старший сержант Владимир Нестеров командовал пулемётным расчётом 1339-го стрелкового полка 318-й стрелковой дивизии 18-й армии Северо-Кавказского фронта. Отличился во время Керченско-Эльтигенской операции. Во время сражений на плацдарме на побережье Керченского полуострова он лично уничтожил около 50 немецких солдат и офицеров.
Указом Президиума Верховного Совета СССР от 17 ноября 1943 года за «образцовое выполнение боевых заданий командования на фронте борьбы с немецкими захватчиками и проявленные при этом мужество и героизм» старший сержант Владимир Нестеров был удостоен высокого звания Героя Советского Союза с вручением ордена Ленина и медали «Золотая Звезда» за номером 2186.
В 1946 году Нестеров был демобилизован. Проживал и работал сначала на родине, затем в Харькове, Куйбышеве.
Умер 25 августа 1982 года, похоронен в Самаре на Рубёжном кладбище.
Был также награждён орденом Отечественной войны 1-й степени и рядом медалей.